# Ulloxbär
Ulloxbär (Cotoneaster tomentosus) är en rosväxtart som först beskrevs av William Aiton, och fick sitt nu gällande namn av John Lindley. Ulloxbär ingår i släktet oxbär, och familjen rosväxter. Inga underarter finns listade i Catalogue of Life.